# Guido Carlo Gatti
Guido Carlo Gatti (Gubbio, Reino de Italia; 29 de abril de 1938-Varese, 3 de septiembre de 2024) fue un baloncestista italiano que jugó en la posición de ala.

## Carrera

### Club
| Periodo   | Club                      |
| --------- | ------------------------- |
| 1958-1964 | Pallacanestro Varese      |
| 1964-1969 | Pallacanestro Milano 1958 |
| 1970-1971 | Stella Azzurra Roma       |

### Selección nacional
Jugó para Italia en 77 ocasiones de 1960 a 1968, donde anotó 373 puntos, ganó la medalla de oro en los Juegos Mediterráneos de 1963 en Nápoles, participó en el Campeonato Mundial de Baloncesto de 1963, en el Campeonato Europeo de Baloncesto Masculino de 1965 y en los Juegos Olímpicos de México 1968.

## Logros

### Club
- Lega Basket Serie A (2): 1960/61, 1963/64

### Selección nacional
- Juegos Mediterráneos (1): 1963